# Thức ăn rác

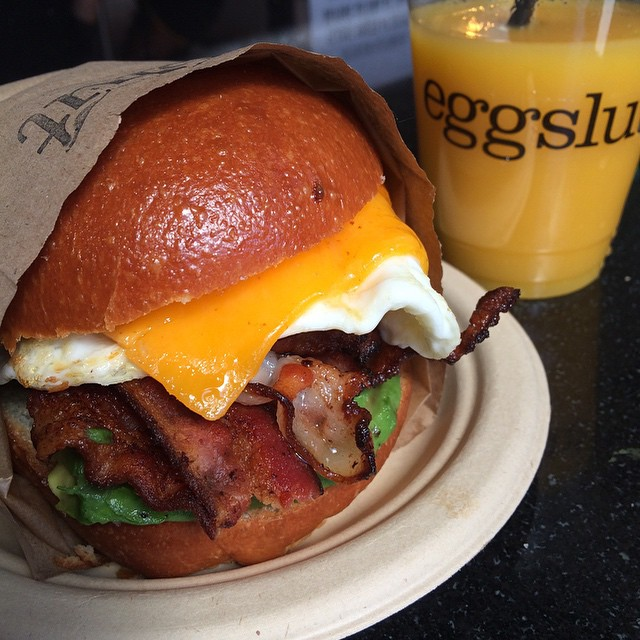
Thức ăn nhanh, đồ uống ngọt được xem là thức ăn rác

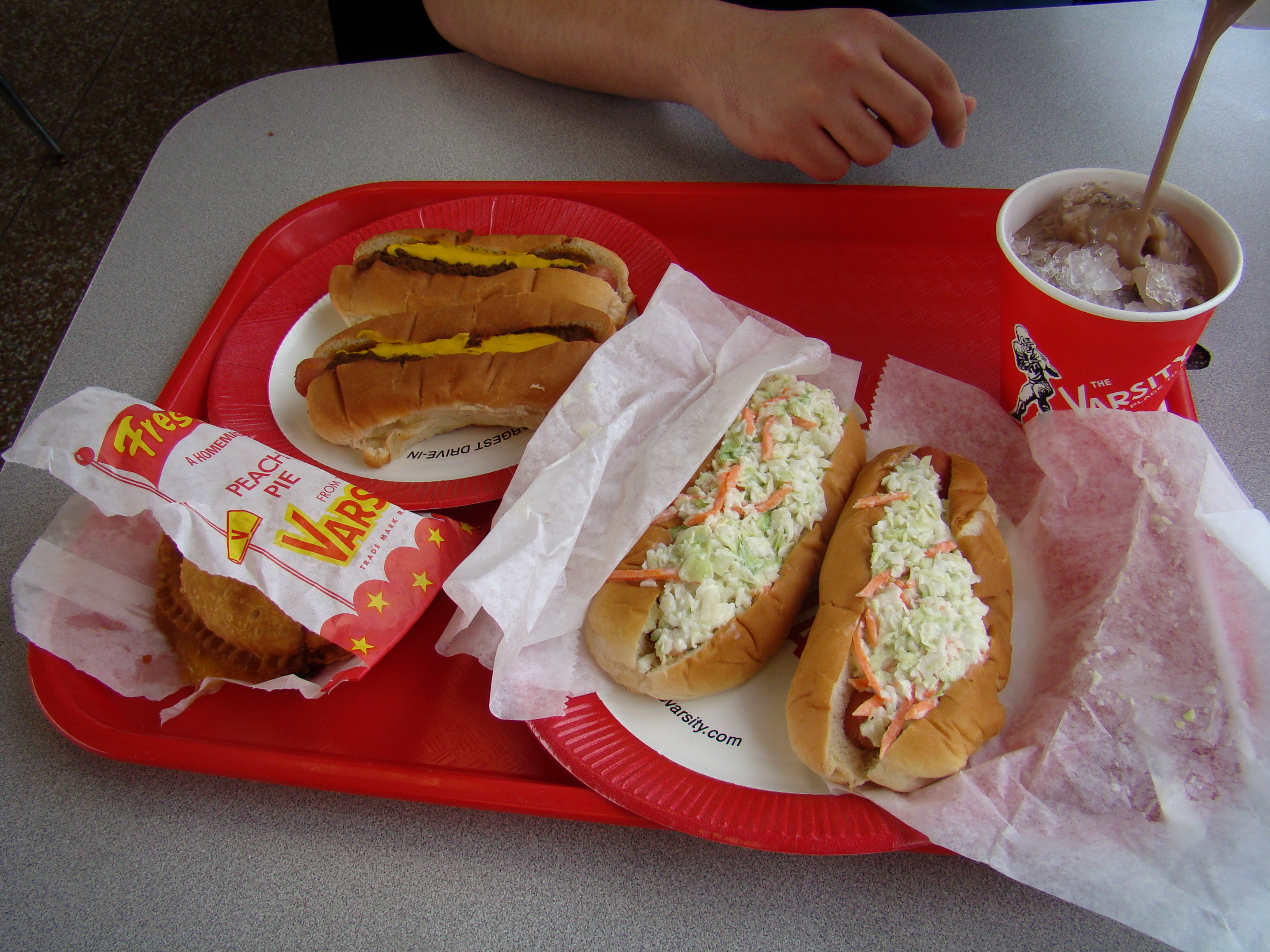
Thực phẩm rác bị đánh giá là có hại nhưng vẫn được nhiều người ưa chuộng

Thức ăn rác (Junk food) là một từ tiếng lóng mang tính chất miệt thị để chỉ về những đồ ăn có mức dinh dưỡng thấp nhưng lại có quá nhiều chất không tốt cho sự phát triển lành mạnh của cơ thể như đường, mỡ, chất béo, và muối có hại cho cơ thể. Đó là những loại thực phẩm có hàm lượng calo cao từ chất dinh dưỡng đa lượng như đường và chất béo, và thường cũng có hàm lượng natri cao, khiến nó trở nên siêu ngon miệng, và hàm lượng chất xơ thấp, nghèo protein, hoặc thiếu vi chất dinh dưỡng như vitamin và thiếu khoáng chất và được gọi là "thức ăn nhiều chất béo, muối và đường".

## Thuật ngữ
Trong tiếng Anh, từ "junk" có nghĩa là cái gì đó không có giá trị, bạn có thể quăng nó đi và Junk food là loại đồ ăn không tốt. Theo tiếng Việt có nghĩa là đồ ăn rác - vô giá trị. Đây là một từ mới xuất hiện trong ngành dinh dưỡng học để phân biệt với thực phẩm dinh dưỡng (nutritional foods) như thịt, trứng, cá, sữa...

## Đặc điểm
Những thức ăn bị gọi là Junk Food đều là các loại thức ăn chứa nhiều đường, tinh bột, như các loại bánh kẹo, nước ngọt. Những món thức ăn rác thông thường phải kể là món khoai tây chiên, pizza, bánh kẹo, các loại đồ ăn khô giòn (Chip), các loại thức ăn nhẹ (snack food). Các loại thức uống ngọt như Coca, Pepsi có thể được xem là Junk Food. Những món ăn này lâu lâu ăn vui miệng, nhưng không nên dùng thường xuyên dễ bị mập, béo phì, thừa cân và cao mỡ, cao máu. Tất cả những thứ giòn, ngọt, và có nhiều calorie đều được bán chạy. Junk Food là sản phẩm của ngành công nghiệp thực phẩm nên không có chất xơ và chất dinh dưỡng, hay bất cứ vitamin nào, Junk Food còn chứa rất nhiều Carb có chỉ số đường huyết cao (High GI) gây béo phì và bệnh tật. Khi hấp thụ hoàn toàn Carb high GI vào cơ thể. Ngay lập tức đường huyết bị đẩy lên cao, nếu người có tiền sử bị huyết áp cao, tiểu đường thì có khả năng bị shock và đột quỵ. Còn người bình thường ăn nhiều junk food lâu ngày cũng làm cho cơ thể phải tiết ra insulin liên tục dẫn đến các loại bệnh rối loạn chuyển hóa như mụn, buồng trứng đa nang.